# The Manitowoc Company
The Manitowoc Company Inc. wurde 1902 gegründet und ist ein Kranhersteller mit über 115 Produktions-, Vertriebs- und Serviceeinrichtungen in 26 Ländern. 
Das weltweit agierende Unternehmen ist Anbieter für Raupenkrane (Marke Manitowoc), Turmkrane (Potain), mobile Teleskop-Krane (Grove) und Lkw-Aufbaukrane (National Crane). 
Der Hauptsitz des US-amerikanischen Unternehmens befindet sich in der gleichnamigen Stadt Manitowoc, Wisconsin. Produktionsstätten gibt es in Shady Grove, Pennsylvania (USA), Wilhelmshaven (Deutschland), Fânzeres und Baltar (Portugal), Moulins und Charlieu (Frankreich) sowie Niella Tanaro (Italien) und Zhangjiagang (China).
2016 erzielte Manitowoc einen Gesamterlös von 1,6 Milliarden US-Dollar.

## Geschichte
Die Manitowoc Company wurde 1902 von Charles West und Elias Gunnell in Manitowoc, Wisconsin, als Hersteller sowie Instandsetzungsunternehmen von Seeschiffen gegründet und firmierte unter dem Namen Manitowoc Dry Dock Company. Im Verlauf der Jahre wurde das Unternehmen ein Mischkonzern im Maschinen- und Anlagenbau und entwickelte drei Divisionen: Krane (Manitowoc Cranes), Gastrotechnik (Manitowoc Foodservice) und Werftbetrieb (Manitowoc Marine).
1928 begann das Unternehmen Krane zu bauen, im selben Jahr wurde auch der Kranbauer Potain gegründet. Potain wurde zum Weltmarktführer für Turmkrane und 2001 von Manitowoc übernommen. 1947 wurde das Kranbauunternehmen Grove gegründet, das als Weltmarktführer von Mobilkranen 2002 von Manitowoc für etwa 271 Millionen US-Dollar übernommen wurde.
Im Jahr 2008 übernahm Manitowoc die Enodis plc (London), einen Hersteller von Lebensmittelindustrieprodukten, der bis zum Jahr 2000 als Welbilt firmiert hatte. Enodis wurde in die Foodservice-Division eingegliedert, diese wurde komplett 2016 als selbständige Manitowoc Foodservice, Inc. ausgegliedert und 2017 in Welbilt, Inc. umfirmiert.
Das ursprüngliche Kerngeschäft, Manitowoc Marine, wurde 2008 an den italienischen Schiffbauer Fincantieri verkauft.

## Manitowoc Cranes
1925 half Charles West u. a. finanziell der Moore Speedcrane Company. 1928 konnte Moore seinen Verpflichtungen nicht mehr nachkommen, und Manitowoc übernahm das Unternehmen einschließlich Entwicklung und Produktion und verkaufte die Krane unter eigener Firmierung. Heute ist das Unternehmen weltweit Marktführer für Kranlösungen. Die Marken unter dem heutigen globalen Konzerndach sind Grove, Manitowoc, National Crane (1978 übernommen) und Potain. Über die reinen Kranlösungen hinaus verfügt Manitowoc Company Inc. über ein weltweites Produktions-, Vertriebs- und Servicenetz. 
In Wilhelmshaven werden von der Manitowoc Crane Group Germany GmbH mit knapp 1000 Mitarbeitern täglich zwei Mobilkrane hergestellt, darunter auch das Modell Grove GTK 1100.

## Produkte

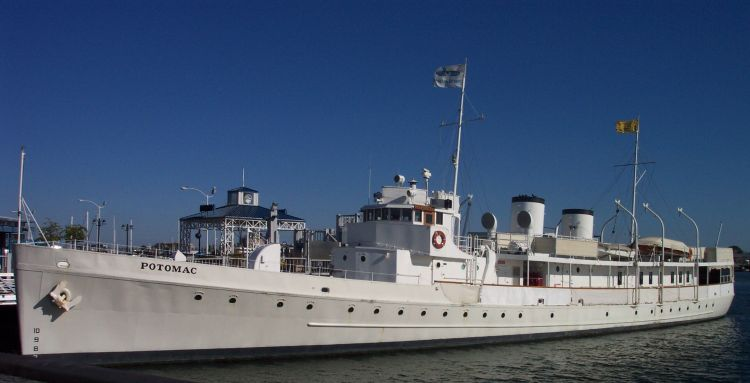
Die 1938 von Manitowoc Marine gebaute USS Potomac

- Raupenkrane
- Turmkrane
- Mobilkrane (z. B. Grove GTK 1100)

## Manitowoc Foodservice
Welbilt (ehemals Manitowoc Foodservice) ist der weltweit größte Hersteller von professioneller Gastrotechnik in den Bereichen Thermik- und Kältelösungen, Lebensmittelzubereitung und -handel. Beliefert werden Restaurants, Verbrauchermärkte, Hotels, Organisationen und Lebensmittelläden. Die Produktions- und Vertriebsstätten für die verschiedenen Marken, Cleveland, Convotherm, Inducs, Delfield, Fabristeel, Frymaster, Garland, Kolpak, Kysor Panel Systems, Lincoln, Manitowoc Ice, Multiplex, Merrychef, Servend und Manitowoc Beverage Systems befinden sich in Nordamerika, Europa und Asien-Pazifik. Im März 2016 wurde der Geschäftsbereich in das unabhängige Unternehmen Manitowoc Foodservice ausgegliedert und 2017 in Welbilt umbenannt.